# صفدر جنگ
نواب صفدر‌ جنگ (متولد ۱۷۰۸ - درگذشت ۱۷۵۴م) یکی از حاکمان حکومت اود در لکهنوی هند بود.

## تولد
وی در سال ۱۷۰۸م دیده به جهان گشود.

## پسر
پسر وی شجاع الدوله بود.

## درگذشت

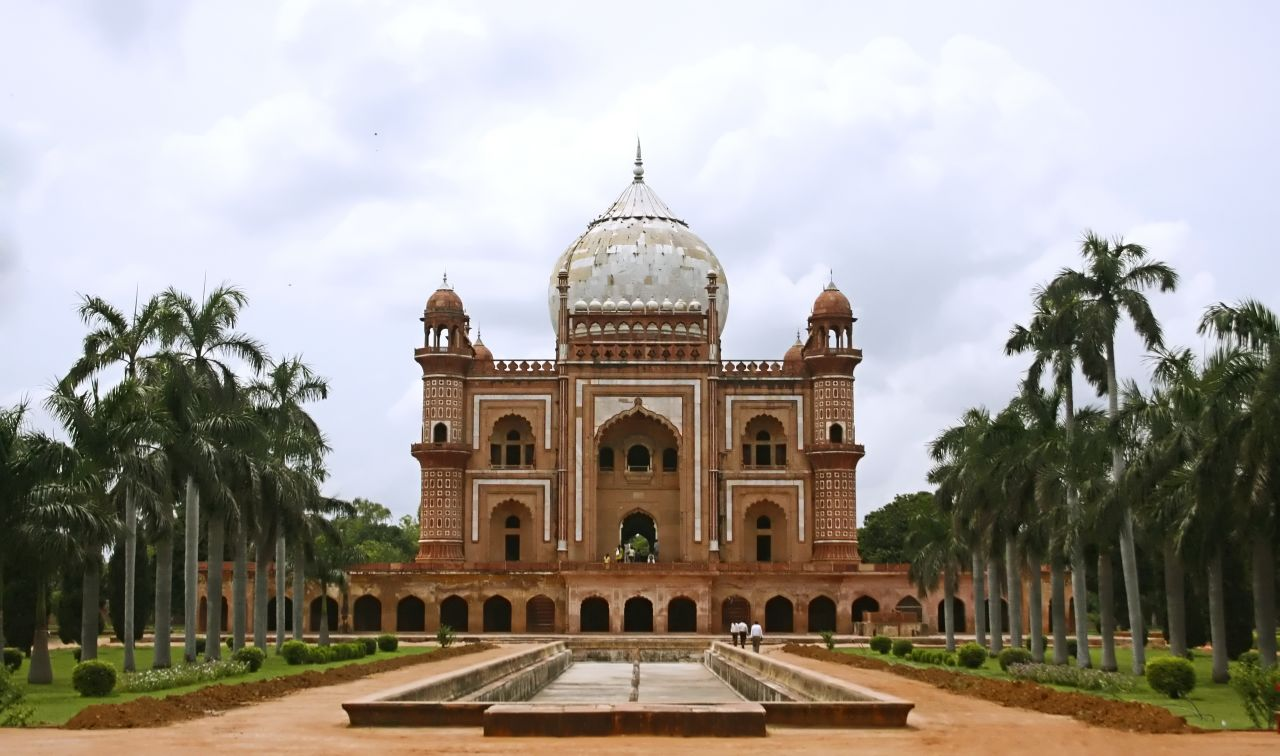
مقبره صفدر جنگ

نواب صفدر جنگ در سن ۴۵ یا ۴۶ سالگی در گذشت.